# 勒內·菲利普·夸西
勒內·菲利普·夸西（Rene Philippe Kouassi，1979年12月14日—）是一名象牙海岸射箭運動員，主攻男子反曲弓項目。他曾獲得非洲射箭錦標賽男子個人反曲弓冠軍。

## 外部連結
- World Archery （页面存档备份，存于）